# Вирівка (станція)
Вирівка — проміжна залізнична станція 4-го класу Конотопської дирекції Південно-західної залізниці на лінії Конотоп — Хутір-Михайлівський між станціями Конотоп (5 км) та Мельня (12 км).
Розташована в Конотопському районі Сумської області.

## Пасажирське сполучення
На станції Вирівка зупиняються поїзди місцевого сполучення.